# Kośmin (granodioryt)
Kośmin – handlowa nazwa ciemnoszarego, średnioziarnistego, porfirowatego granodiorytu o teksturze kierunkowej pochodzącego z późnotektonicznych intruzji magmowych w strefie Niemczy na bloku przedsudeckim. Wiek intruzji to karbon – perm. Należy do waryscyjskiego piętra strukturalnego. Nazwa pochodzi od dzielnicy Piławy Górnej, do 1956 r. wsi – Kośmin.

## Nazewnictwo
Kośmin nazywany jest potocznie sjenitem i również nomenklaturze handlowej utarła się nazwa Sjenit Kośmin oraz wraz z monzodiorytami kwarcowymi z Przedborowej oraz innymi mniej rozpowszechnionymi magmowymi skałami żyłowymi ze strefy Niemczy określane bywają zbiorczo pod potocznymi nazwami sjenity niemczańskie lub sjenity dolnośląskie. Jednak pod względem petrograficznym jest to granodioryt (spotyka się również zaklasyfikowanie do monzodiorytów kwarcowych i monzonitów kwarcowych).

## Skład mineralogiczny
W skład granodiorytu Kośmin wchodzą:
- jasne kryształy:
  - skalenie potasowe
  - plagioklazy
- tło skalne:
  - skalenie
  - kwarc
  - hornblenda
  - biotyt

W Kośminie występują ciemne i czarne szliry.

## Cechy fizyczne[3]
- Gęstość pozorna 2,69 g/cm3
- Porowatość 1,5%
- Nasiąkliwość 0,26%
- Wytrzymałość na ściskanie 186 MPa
- Ścieralność na tarczy Boehmego 0,285 cm
- Ścieralność w bębnie Devala 2,0%
- Mrozoodporność (25 cykli) całkowita

## Złoże
Zasoby złoża szacuje się na ok. 10 mln ton. Rozpoznano również nowe złoże Piekielnik, gdzie udokumentowano 16 mln ton surowca. Skały przeznaczane są zarówno na bloki, jak i na kruszywo.

## Historia
Eksploatacje rozpoczęto ok. 1740. Największe wydobycie przypadło na lata 70. XX wieku. W 2005 wydobyto 502 tys. ton Kośmina (większość przeznaczono na kruszywo; bloków wydobyto 10 tys. ton (2% całości wydobycia)).

## Przykłady zastosowania
Granodioryt Kośmin znalazł zastosowanie m.in. w poniższych budynkach użyteczności publicznej:
- Warszawa:
  - Stadion Dziesięciolecia
  - Dworzec Centralny
  - metro
- Kraków:
  - cokół pomnika Adama Mickiewicza
  - Szpital Specjalistyczny im. Józefa Dietla
  - Dworzec Główny
  - Bank PKO ul. Kijowska
  - Akademia Górniczo-Hutnicza – pawilon B-5
- Poznań:
  - Centrum Kultury Zamek
  - przejście podziemne przy dworcu autobusowym
- Wrocław:
  - budynek Poczty Polskiej ul. Świdnicka
- Wiedeń
  - metro